# José Miguel Valdés Carrera
José Miguel Valdés Carrera (Santiago, 14 de marzo de 1837-París, Francia, 5 de noviembre de 1898) fue un agricultor y político chileno.

## Biografía
Hijo de Francisco Javier Valdés Aldunate y Javiera Carrera Fontecilla, quien a su vez fue hija del general José Miguel Carrera, y por tanto fue nieto del prócer. 
Fue educado en el Seminario de Santiago y en el Instituto Nacional. Se desempeñó como agricultor. Contrajo matrimonio con Emilia La Jara Alliendeallier.
Pasó sus últimos días en Francia, donde falleció en 1898. Sus restos fueron repatriados a Chile en junio de 1899.

## Carrera política
Fue militante del Partido Liberal. Se incorporó en 1859 a la Revolución contra Manuel Montt.
Ejerció como ministro de Guerra y Marina, en dos periodos: 1 de mayo-11 de junio de 1890 y 7 de agosto de 1889-11 de agosto de 1890. También ocupó la cartera de Hacienda, entre el 4 de enero y el 20 de mayo de 1891. 
Fue diputado por Santiago (1888-1891), integró la comisión permanente de Guerra y Marina. Posteriormente fue senador por Cachapoal (1891-1897), y fue miembro de la comisión permanente de Gobierno y Relaciones Exteriores. 